# Manuel Vasques
Manuel Soeiro Vasques (ur. 29 lipca 1926 w Barreiro  – zm. 10 lipca 2003) – piłkarz portugalski grający na pozycji napastnika. W swojej karierze rozegrał 26 meczów i zdobył 8 goli w reprezentacji Portugalii.

## Kariera klubowa
Swoją karierę piłkarską Vasques rozpoczął w klubie Sporting CP z Lizbony. W 1946 roku awansował do kadry pierwszej drużyny i w sezonie 1946/1947 zadebiutował w jego barwach w pierwszej lidze portugalskiej. W debiutanckim sezonie stał się podstawowym zawodnikiem Sportingu. Wraz ze Sportingiem wywalczył osiem tytułów mistrza Portugalii w sezonach 1946/1947, 1947/1948, 1948/1949, 1950/1951, 1951/1952, 1952/1953, 1953/1954 i 1957/1958. Zdobył też dwa Puchary Portugalii w sezonach 1947/1948 i 1953/1954. W sezonie 1950/1951 z 29 golami został królem strzelców portugalskiej ligi. W Sportingu grał do 1959 roku. Rozegrał w nim 278 ligowych meczów i zdobył 188 goli.
W 1959 roku Vasques został zawodnikiem drugoligowego lizbońskiego Atlético CP. Spędził w nim jeden sezon. W 1960 roku zakończył karierę piłkarską.
| Sezon   | Klub        | Kraj       | Rozgrywki     | Mecze | Bramki |
| ------- | ----------- | ---------- | ------------- | ----- | ------ |
| 1946/47 | Sporting CP | Portugalia | Primeira Liga | 21    | 8      |
| 1947/48 | Sporting CP | Portugalia | Primeira Liga | 26    | 18     |
| 1948/49 | Sporting CP | Portugalia | Primeira Liga | 25    | 13     |
| 1949/50 | Sporting CP | Portugalia | Primeira Liga | 24    | 12     |
| 1950/51 | Sporting CP | Portugalia | Primeira Liga | 23    | 29     |
| 1951/52 | Sporting CP | Portugalia | Primeira Liga | 20    | 20     |
| 1952/53 | Sporting CP | Portugalia | Primeira Liga | 22    | 13     |
| 1953/54 | Sporting CP | Portugalia | Primeira Liga | 23    | 12     |
| 1954/55 | Sporting CP | Portugalia | Primeira Liga | 20    | 15     |
| 1955/56 | Sporting CP | Portugalia | Primeira Liga | 26    | 18     |
| 1956/57 | Sporting CP | Portugalia | Primeira Liga | 20    | 10     |
| 1957/58 | Sporting CP | Portugalia | Primeira Liga | 17    | 20     |
| 1958/59 | Sporting CP | Portugalia | Primeira Liga | 11    | 3      |
| 1959/60 | Atlético CP | Portugalia | Segunda Liga  | 4     | 1      |

## Kariera reprezentacyjna
W reprezentacji Portugalii Vasques zadebiutował 21 marca 1948 roku w przegranym 0:2 towarzyskim mezu z Hiszpanią, rozegranym w Madrycie. W swojej karierze grał w eliminacjach do MŚ 1954 i do MŚ 1958. Od 1948 do 1957 roku rozegrał w kadrze narodowej 26 spotkań i zdobył w nich 8 bramek.